# 県道167号 (台湾)
県道167号（けんどう167ごう）は、嘉義県朴子市から同県太保市後潭を結ぶ、全長14.892kmの台湾の県道である。

## 通過する自治体
- 嘉義県
  - 朴子市
  - 鹿草郷
  - 太保市

## 接続する道路
- 県道157号・県道168号
- 台37線
- 台82線（インターチェンジ）
- 県道168号

## 施設
- 大鄉国小学校
- 鹿草インターチェンジ